# 駐日チリ大使館
駐日チリ大使館（ちゅうにちチリたいしかん、スペイン語: Embajada de Chile en Japón、英語: Embassy of Chile in Japan）は、チリが日本の首都東京に設置している大使館である。在東京チリ大使館（スペイン語: Embajada de Chile en Tokio、英語: Embassy of Chile in Tokyo）とも呼ばれる。
1957年、駐日チリ公使館（在東京チリ公使館）から昇格する形で大使館として発足した。現在、同じ建物の同じ階に在東京チリ総領事館（スペイン語: Consulado General de Chile en Tokio、英語: Consulate-General of Chile in Tokyo）も入居している。

## 所在地
| 日本語           | 〒105-0014 東京都港区芝3-1-14 芝公園阪神ビル8階                             |
| スペイン語・英語 | Nihon Seimei Akabanebashi Bldg. 8F, 3-1-14 Shiba, Minato-Ku, Tokyo 105-0014 |
| アクセス         | 都営地下鉄大江戸線赤羽橋駅赤羽橋口                                          |

## 大使
2021年7月14日より、リカルド・ロハスが特命全権大使を務めている。

## 大使公邸
- 住所: 東京都港区南麻布3丁目3-13
- アクセス: 都営地下鉄大江戸線麻布十番駅1番出口

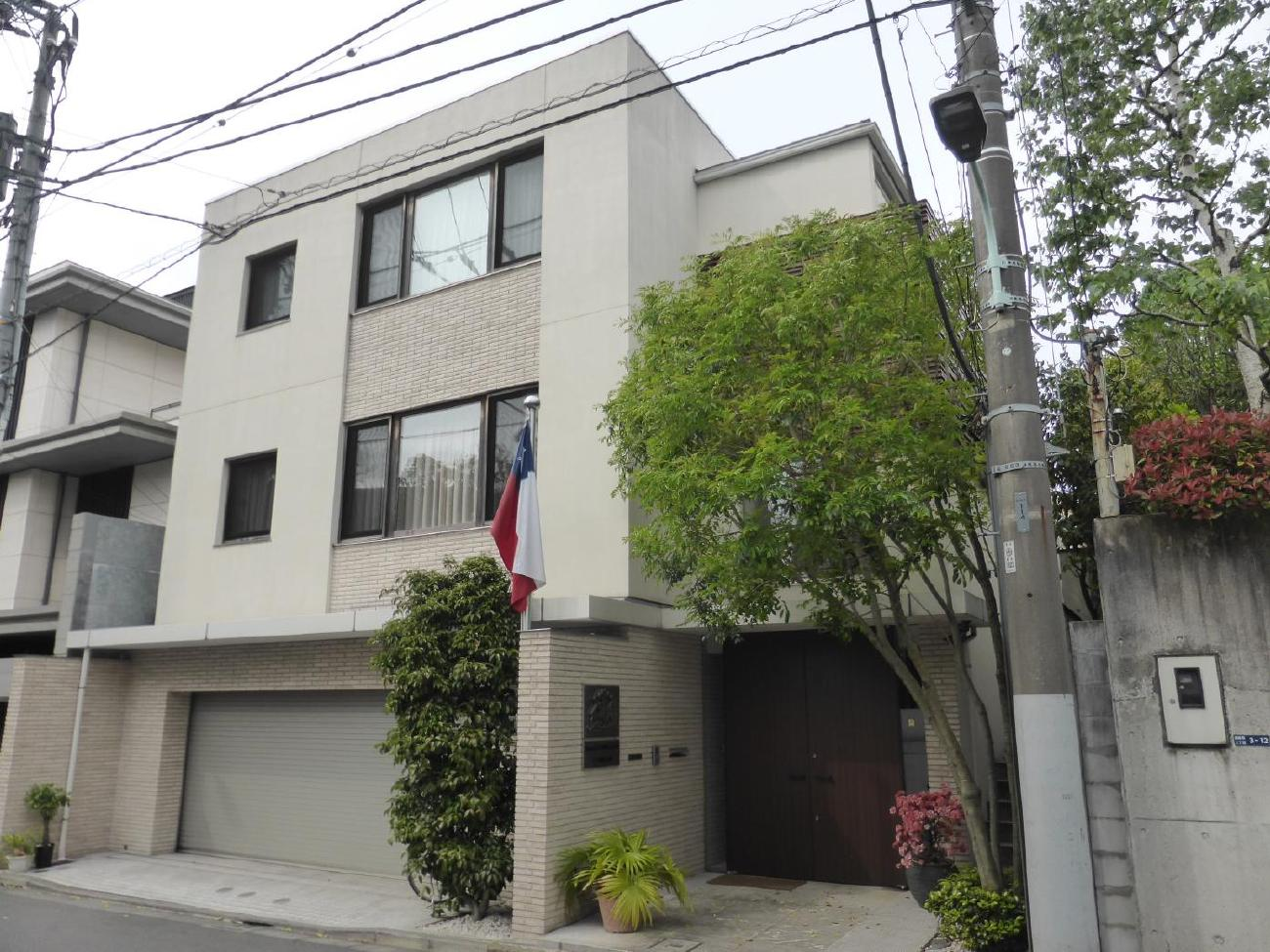
チリ大使公邸全景
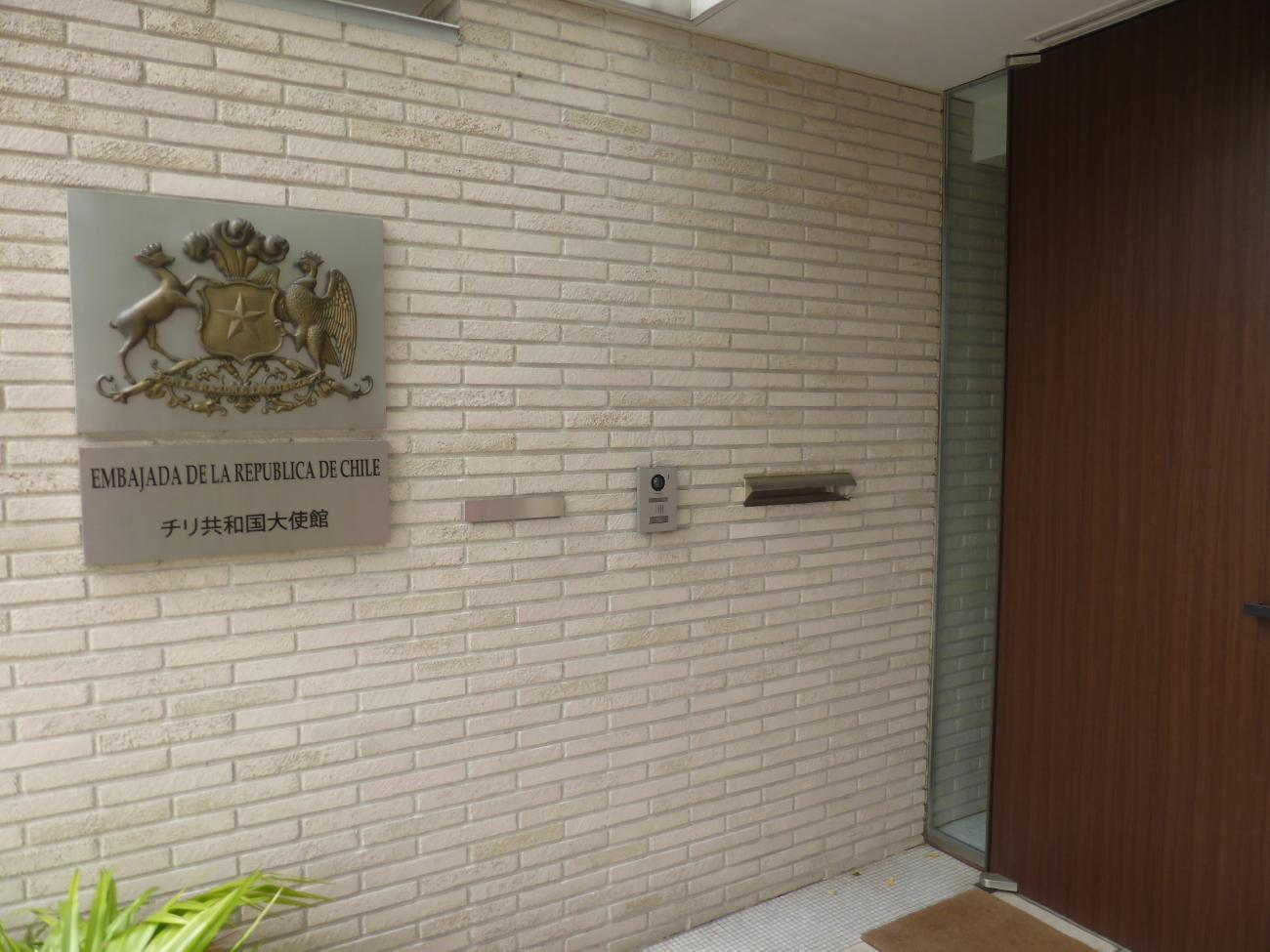
チリ大使公邸表札

## ギャラリー

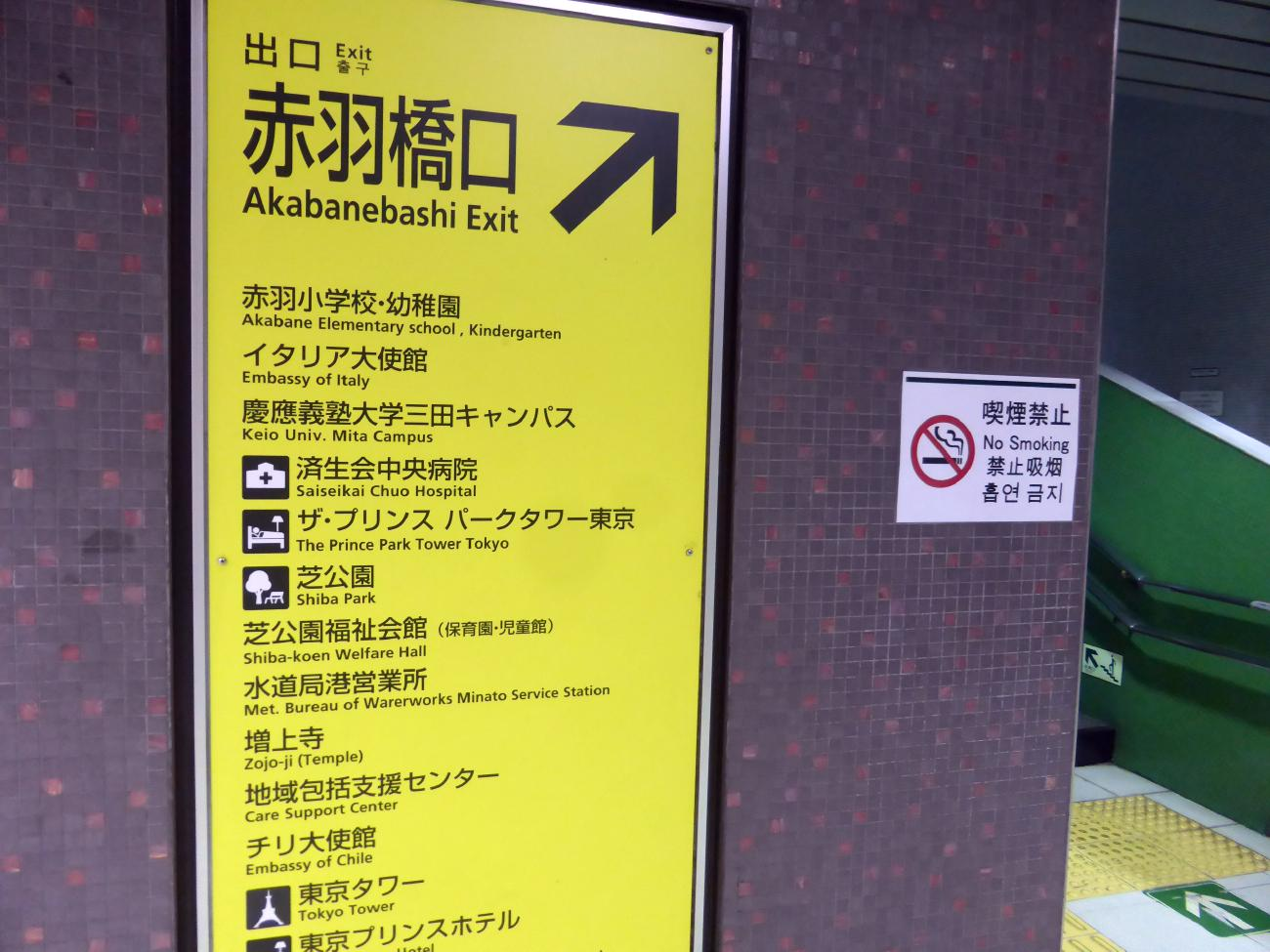
チリ大使館は赤羽橋口
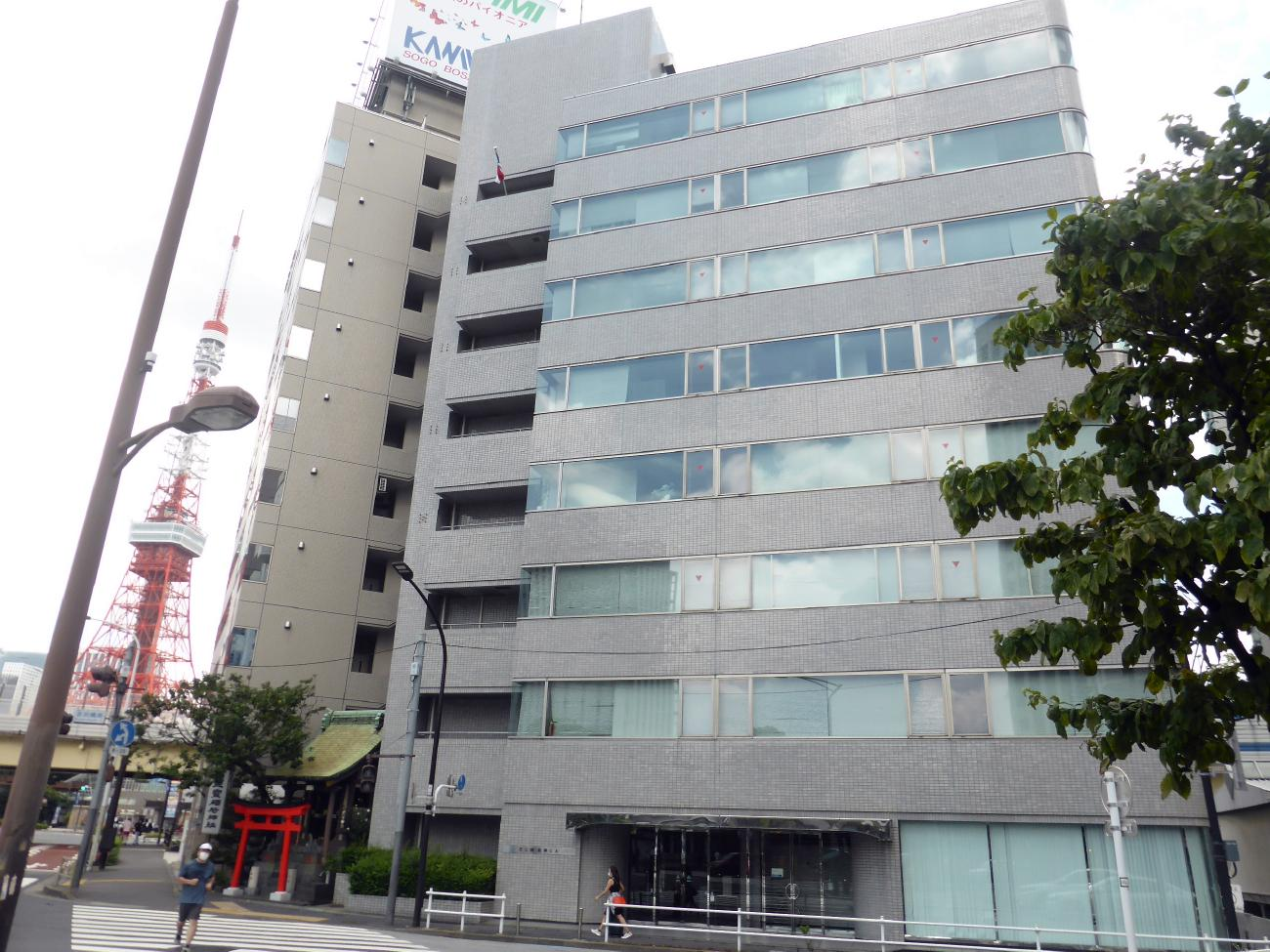
チリ大使館が入居するビル全景
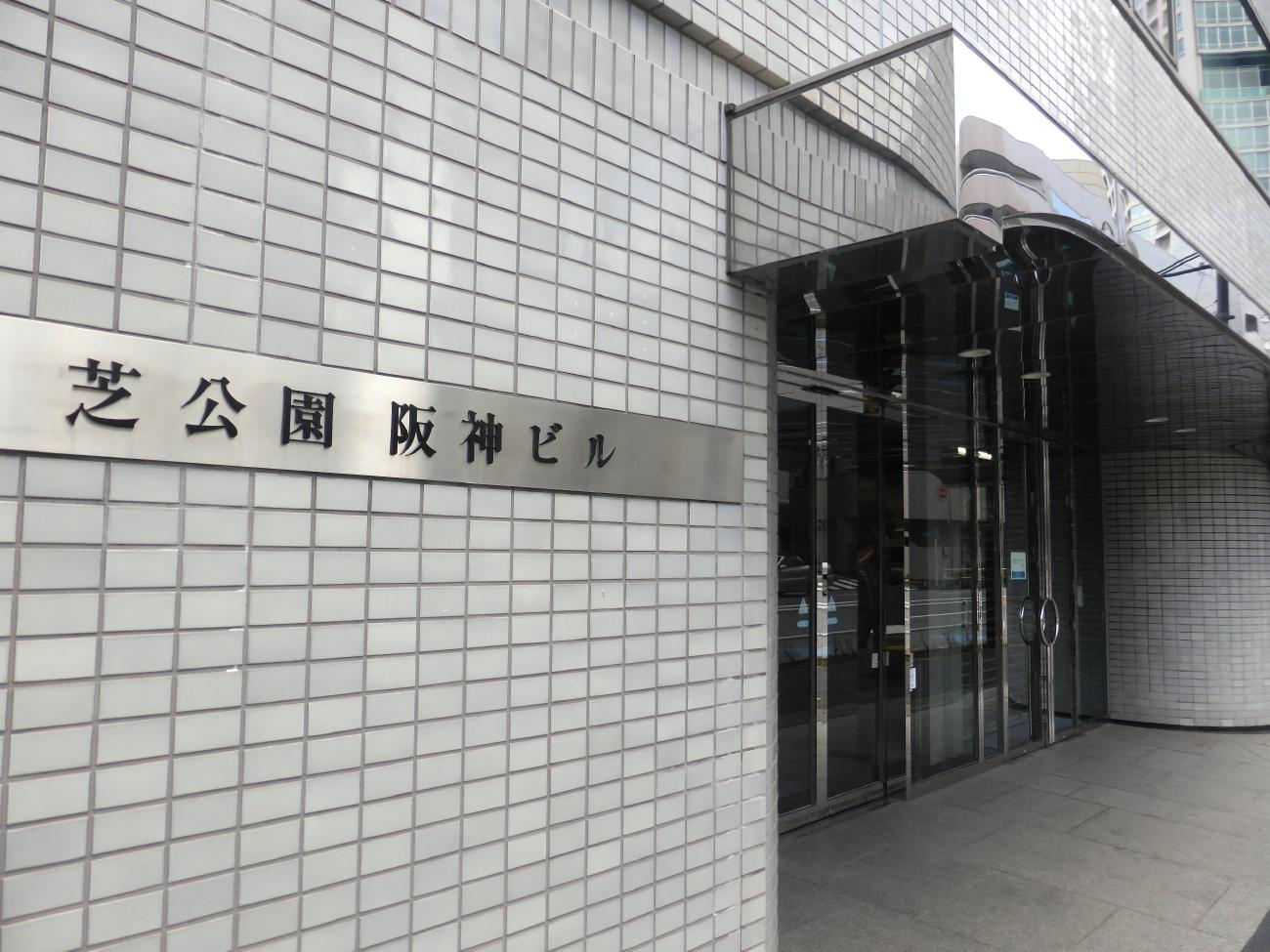
チリ大使館が入居する芝公園阪神ビル
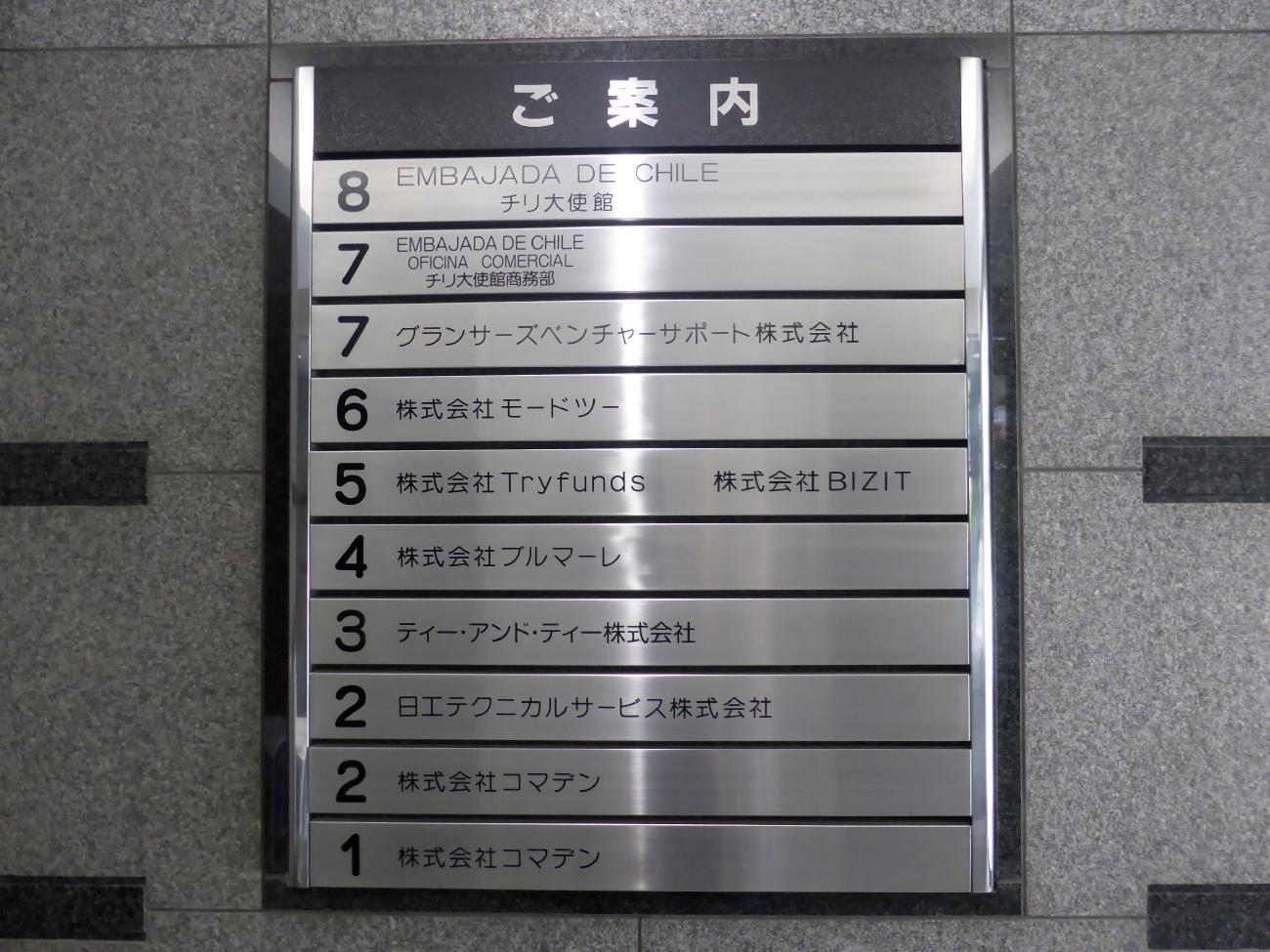
チリ大使館は8F
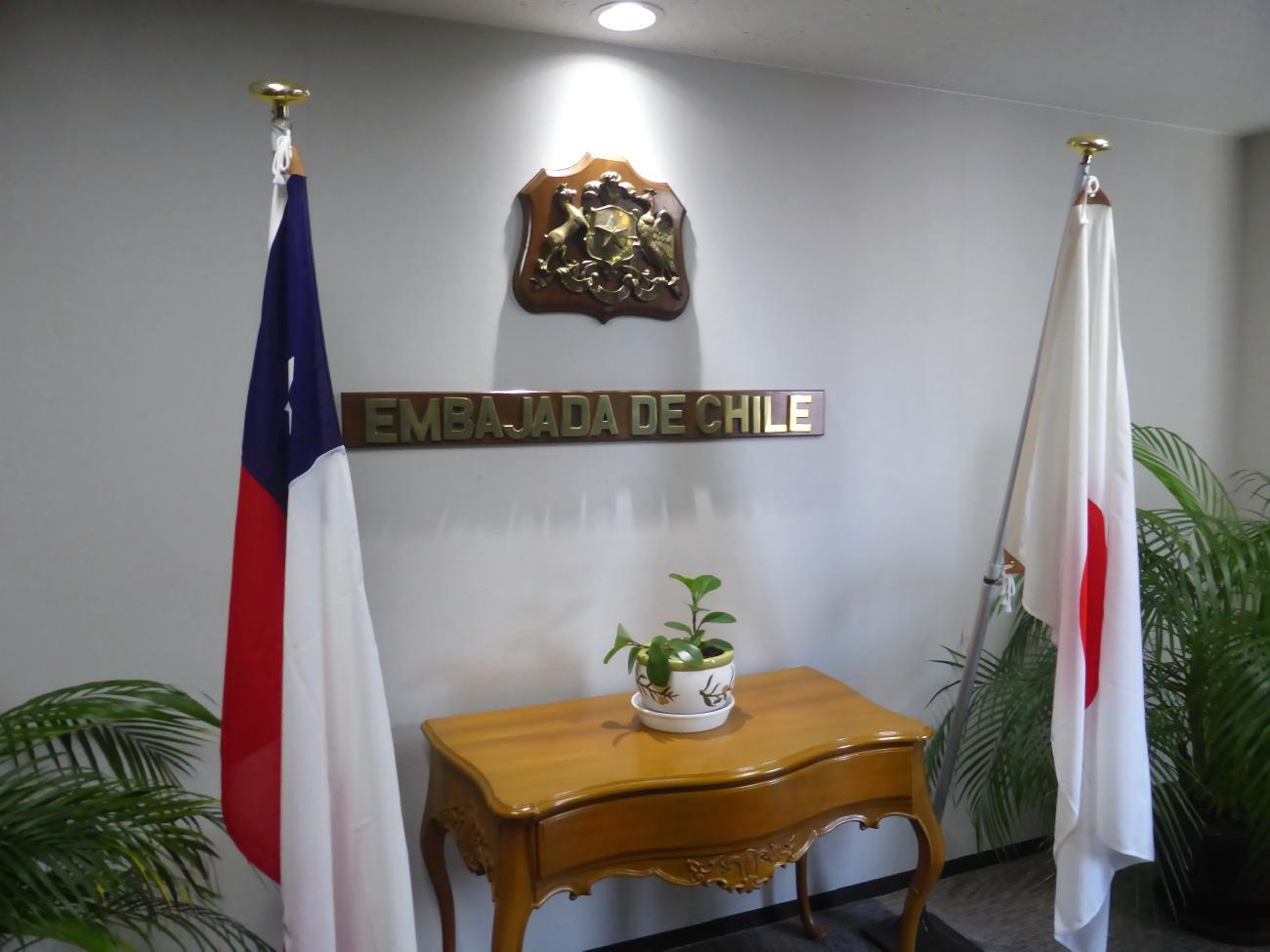
チリ大使館前にある両国の国旗
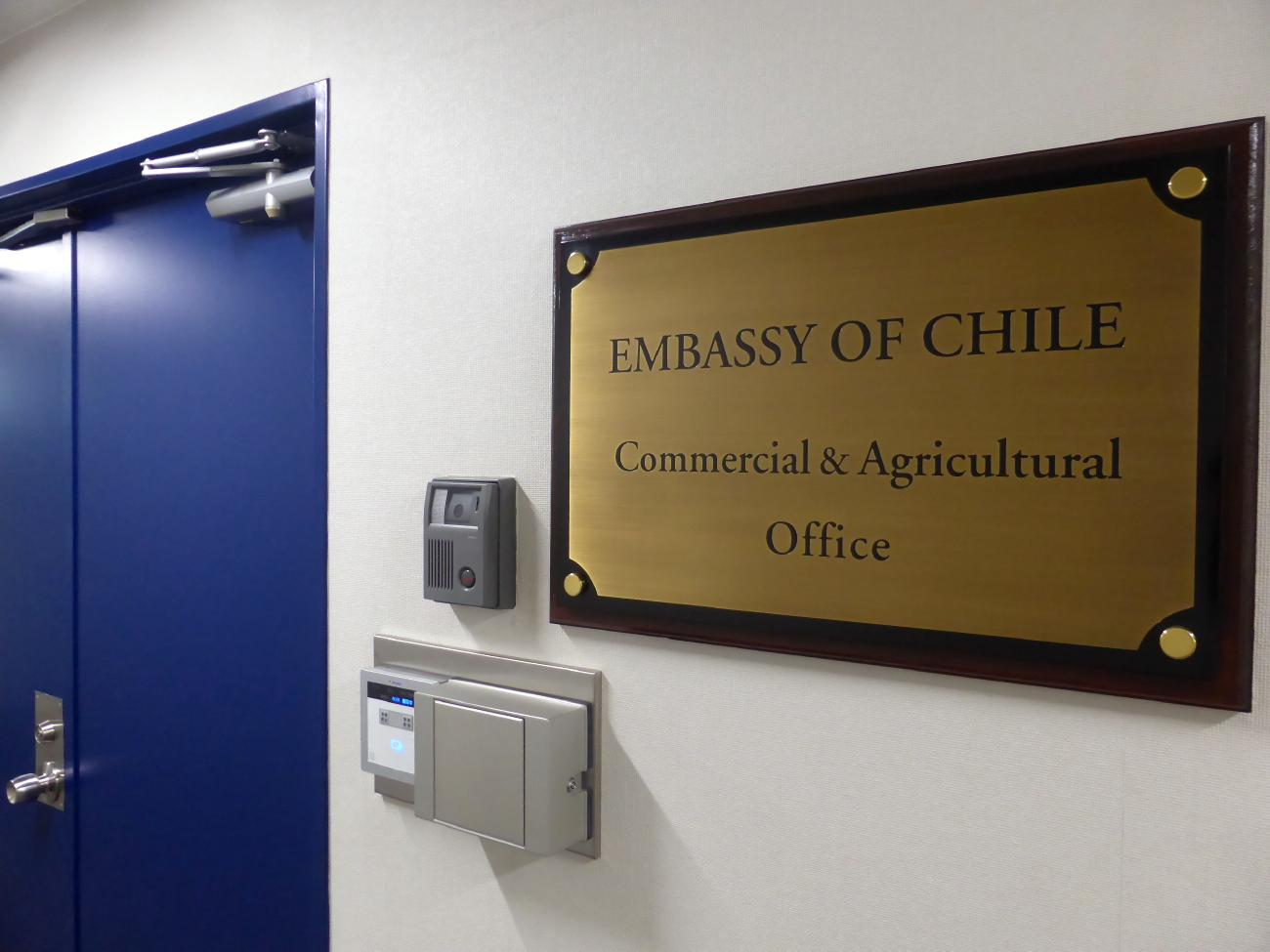
チリ大使館商務部は7F
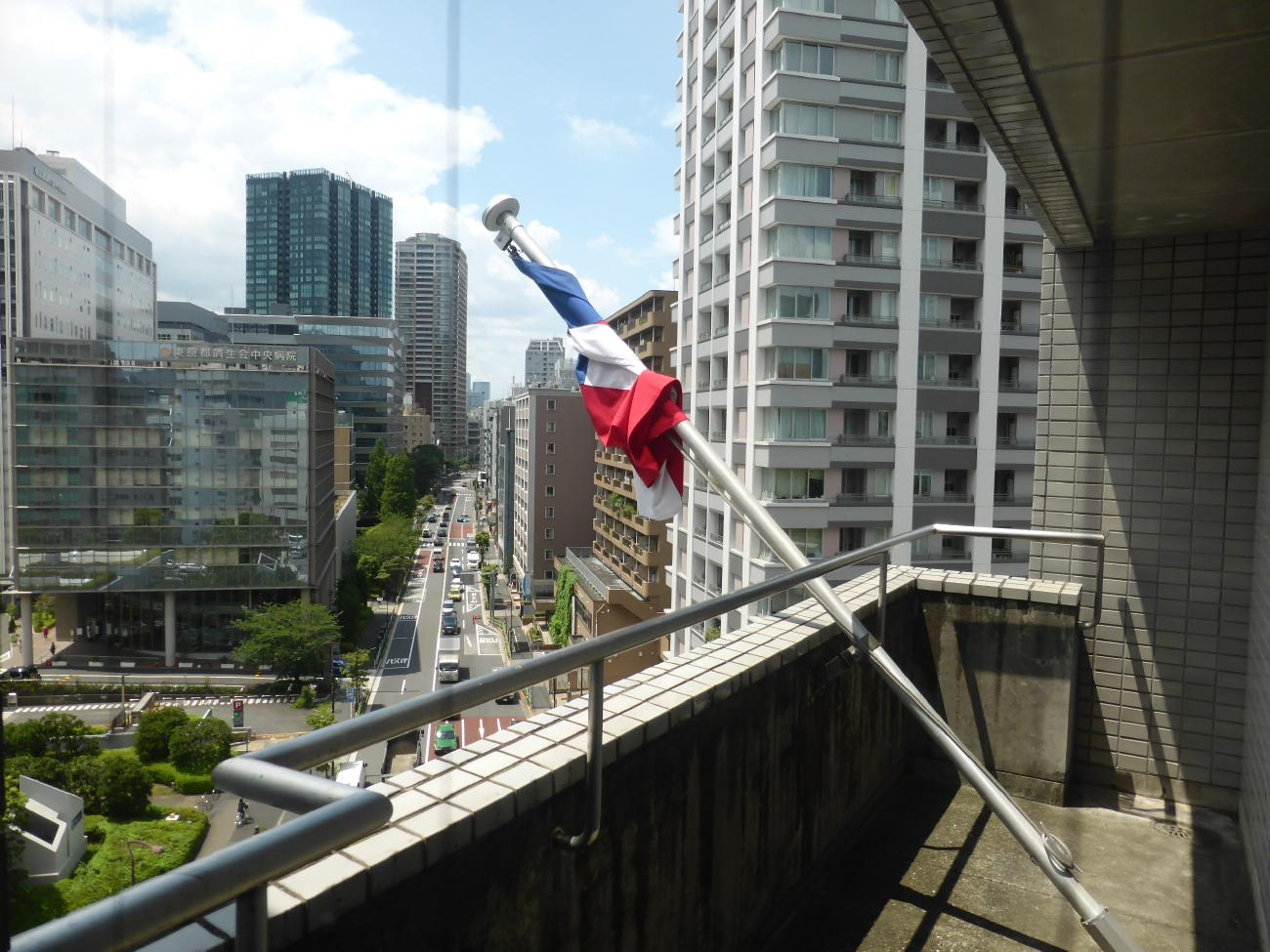
テラスに掲げられているチリ国旗